# 支那駐屯軍
支那駐屯軍（しなちゅうとんぐん、旧字体：支那󠄁駐󠄁屯軍）は、大日本帝国陸軍の軍の一つであり、中華民国成立以前は清国駐屯軍（しんこくちゅうとんぐん）であった。天津にあったことから天津軍とも通称される。

## 沿革
1900年（明治33年）5月、義和団の乱が勃発し、日本政府は清国臨時派遣隊を天津に送った。その後の事態の悪化により、6月に第5師団を中心とした部隊を増派し、欧米諸国との連合軍を構成し、8月に事変は沈静化した。同年10月、第5師団の指揮下にあった混成一個旅団により清国駐屯隊を編成し、他の部隊は順次復員した。1901年（明治34年）5月から清国駐屯隊も順次復員した。
そして、同年5月31日には北京議定書に基づき新たに清国駐屯軍が編成され、日本の公使館、領事館、在留邦人の保護を担うこととなった。その後、清国の滅亡に伴い1912年（明治45年）4月26日に清国駐屯軍を支那駐屯軍と改称した。
1936年（昭和11年）4月18日、北支情勢の悪化に備え支那駐屯歩兵旅団を新設し、それまで駐屯軍全体で歩兵10個中隊程度の規模であったのを混成旅団規模に強化した。支那駐屯軍司令官は、同年5月1日から親補職になった。
強化した翌年の、1937年（昭和12年）7月7日に盧溝橋事件が発生し日中戦争（支那事変）が勃発した。盧溝橋事件発生後、まず朝鮮の第20師団と関東軍の独立混成第1・第11旅団を隷下に入れ、さらに7月27日に内地の第5・第6・第10師団も隷下に入れた。その後8月31日には第1軍に改編され、支那駐屯軍は廃止された。廃止に当たり直属部隊は支那駐屯混成旅団に改編された
盧溝橋事件で戦線拡大を唱える関東軍の対中強硬姿勢とは正反対に、支那駐屯軍は積極的に中国側と停戦と和平を行っているなど対中穏健姿勢である。

## 軍概要

### 歴代司令官

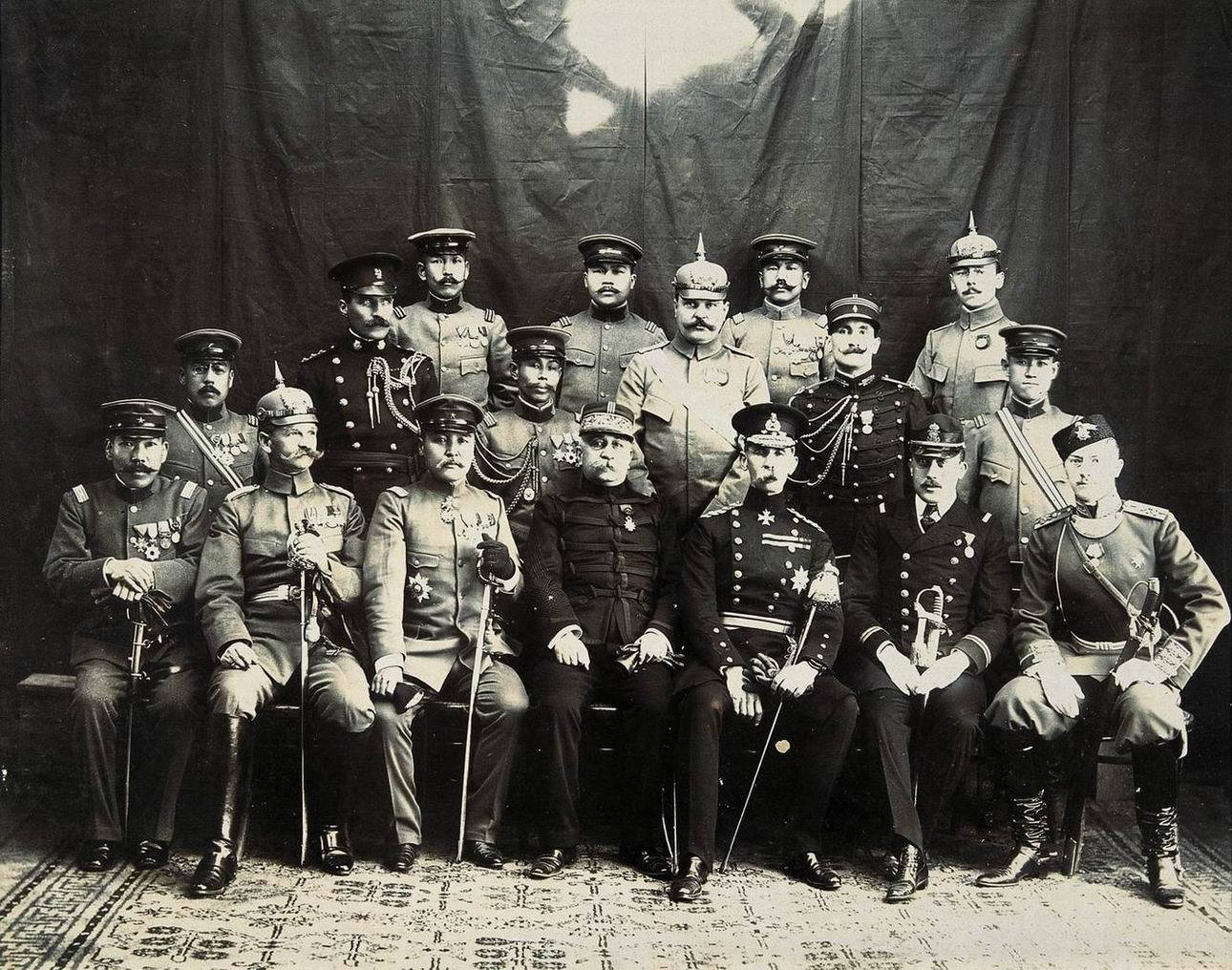
ドイツ、フランス、イギリス、オーストリア、ロシア各駐屯軍将校とともに写る清国駐屯軍司令部要員（1905年9月 - 1906年3月頃）

#### 清国駐屯隊司令官
- （兼）山口素臣 中将 1900年（明治33年）10月2日 - 1901年（明治34年）6月1日

#### 清国駐屯軍司令官
- 大島久直 中将 1901年（明治34年）6月1日 - 1901年（明治34年）7月4日
- 山根武亮 少将 1901年（明治34年）7月4日 - 1901年（明治34年）10月
- 秋山好古 大佐 1901年（明治34年）10月25日 - 1903年（明治36年）4月2日
- 仙波太郎 大佐 1903年（明治36年）4月2日 - 1905年（明治38年）6月25日
- 神尾光臣 少将 1905年（明治38年）6月25日 - 1906年（明治39年）11月27日
- 中村愛三 少将 1906年（明治39年）11月27日 - 1908年（明治41年）12月21日
- 阿部貞次郎 少将 明治41年（1908年）12月21日 - 明治45年（1912年）4月26日

#### 支那駐屯軍司令官
- 佐藤鋼次郎 少将 1912年（明治45年）4月26日 - 1914年（大正3年）8月8日
- 奈良武次 少将 1914年（大正3年）8月8日 - 1915年（大正4年）7月5日
- 斎藤季治郎 少将 1915年（大正4年）7月5日 - 1916年（大正5年）5月2日
- 石光真臣 少将 1916年（大正5年）5月2日 - 1918年（大正7年）6月10日
- 金谷範三 少将 1918年（大正7年）6月10日 - 1919年（大正8年）7月25日
- 南次郎 少将 1919年（大正8年）7月25日 - 1921年（大正10年）1月20日
- 鈴木一馬 少将 1921年（大正10年）1月20日 - 1923年（大正12年）8月6日
- 吉岡顕作 少将 1923年（大正12年）8月6日 - 1925年（大正14年）5月1日
- 小泉六一 中将 1925年（大正14年）5月1日 - 1926年（大正15年）3月2日
- 高田豊樹 中将 1926年（大正15年）3月2日 - 1927年（昭和2年）7月26日
- 新井亀太郎 中将 1927年（昭和2年）7月26日 - 1929年（昭和4年）3月16日
- 植田謙吉 中将 1929年（昭和4年）3月16日 - 1930年（昭和5年）12月22日
- 香椎浩平 少将 1930年（昭和5年）12月22日 - 1932年（昭和7年）2月29日
- 中村孝太郎 少将 1932年（昭和7年）2月29日 - 1934年（昭和9年）3月5日
- 梅津美治郎 少将 1934年（昭和9年）3月5日 - 1935年（昭和10年）8月1日
- 多田駿 少将 1935年（昭和10年）8月1日 - 1936年（昭和11年）5月1日
- 田代皖一郎 中将 1936年（昭和11年）5月1日 - 1937年（昭和12年）7月11日
- 香月清司 中将 1937年（昭和12年）7月11日 - 1937年（昭和12年）8月26日

### 歴代参謀長

#### 清国駐屯軍参謀長
- 秋山好古 大佐 1901年（明治34年）5月30日 - 1901年（明治34年）7月
- 青木定純 中佐 1901年（明治34年）7月 - 1901年（明治34年）10月？
- 恒吉忠道少佐[3]1901年（明治34年）10月[4] - 1902年（明治35年）5月[4]
- 原田輝太郎[5] 中佐 1902年（明治35年）？ - 1903年（明治36年）4月？

#### 清国駐屯軍参謀
- 柚原完蔵 少佐 1905年（明治38年）9月 -

#### 支那駐屯軍参謀長
- 松本健児 中佐 1928年（昭和3年）8月10日 - 1931年（昭和6年）8月1日
- 武内俊二郎 中佐 1931年（昭和6年）8月1日 - 1932年（昭和7年）1月9日
- 菊池門也 大佐 1932年（昭和7年）1月9日 - 1934年（昭和9年）8月1日
- 酒井隆 大佐 1934年（昭和9年）8月1日 - 1935年（昭和10年）12月2日
- 永見俊徳 大佐 1935年（昭和10年）12月2日 - 1936年（昭和10年）8月1日
- 橋本群 少将 1936年（昭和10年）8月1日 - 1937年（昭和12年）8月26日

### 支那駐屯軍参謀副長
- 矢野音三郎 大佐 1937年（昭和12年）8月1日 - 1937年（昭和12年）8月26日

### 最終司令部構成
- 参謀
  - 政策 和知鷹二 中佐
  - 経済 池田純久 中佐
  - 作戦 大木良枝 少佐
  - 諜報 専田盛寿 少佐
  - 後方 安達与助 少佐
  - 教育 中村忠英 少佐
  - 通信 鈴木京 大尉

### 編制
1937年（昭和12年）当時
- 支那駐屯軍司令部（天津）：司令官 田代皖一郎中将
  - 支那駐屯歩兵旅団（北平）：旅団長 河辺正三少将
    - 支那駐屯歩兵第1連隊（北平）：連隊長 牟田口廉也大佐
    - 支那駐屯歩兵第2連隊（天津）：連隊長 萱嶋高大佐

  - 支那駐屯砲兵連隊（天津）：連隊長 鈴木率道大佐
  - 支那駐屯戦車隊：福田峯雄少佐
  - 支那駐屯騎兵隊：野口欽一少佐
  - 支那駐屯工兵隊
  - 支那駐屯通信隊
  - 支那駐屯憲兵隊：赤藤庄次中佐
  - 支那駐屯軍病院
  - 支那駐屯軍倉庫